# Sara Bakati’ jezik
Sara jezik (ISO 639-3: sre), jezik plemena Sara s otoka Borneo u Indoneziji. Govori ga oko 200 ljudi u blizini Sanggau Leda, kraju poznatom po lovu na glave, zbog čega 1996-1997 izbija rat s Madurcima uz mnogo poginulih.
Jezično pripadaju malajsko-polinezijskoj porodici, užoj skupini land dayak jezika. Postoje dijalektalne razlike.

## Vanjske poveznice
- Ethnologue (14th)
- Ethnologue (15th)